# Ali Al-Bulaihi
Ali Al-Bulaihi (21 november 1989) is een Saoedi-Arabisch voetballer die als linker verdediger speelt.

## Clubcarrière
Al-Bulaihi begon bij Al-Nahda en speelde tussen 2015 en 2017 voor Al-Fateh. In 2017 ging hij naar Al-Hilal waarmee hij direct landskampioen werd.

## Interlandcarrière
Hij debuteerde in 2018 voor het Saoedi-Arabisch voetbalelftal. Hij maakt deel uit van het Saoedische team op het wereldkampioenschap voetbal 2018.